# Grub (Alemania)
Grub am Forst (también conocido como Grub) es un municipio situado en el distrito de Coburgo, en el estado federado de Baviera (Alemania). Tiene una población estimada, a fines de 2022, de 2806 habitantes.
Está ubicado al norte del estado, en la región de Alta Franconia, cerca de la frontera con el estado de Turingia.